# Костенко, Григорий Фёдорович
Костенко Григорий Федорович — советский учёный и администратор, кандидат технических наук (1965). Дед украинского историка Антона Костенко.

## Биография
Родился 4 января 1925 года в селе Вавилове Снигиревского района Николаевской области.
В марте 1944 года мобилизован в ряды Красной Армии. Воевал в составе 416 стрелковой дивизии 5-й Ударной армии (3-й Украинский, позже 1-й Белорусский фронт) в звании сержанта, командира миномётного расчёта. Принимал участие в боях за Одессу, Варшаву и Берлин. В 1950 году демобилизован из рядов Красной Армии.
В 1956 году окончил гидромелиоративный факультет Кишиневского сельскохозяйственного института.
В 1971 года работал старшим прорабом, старшим инженером-гидротехником совхоза «Красный флаг», начальником Ингулецкой оросительной системы, начальником треста «Николаевводстрой».
В 1965 году защитил в Московском гидромелиоративном институте кандидатскую диссертацию по теме «Пути повышения коэффициента полезного действия оросительных систем зоны неустойчивого увлажнения на примере Ингулецкой системы УССР» и получил научную степень кандидата технических наук. Его научным руководителем был доктор технических наук, профессор Донат Григорьевич Шапошников.
В 1971 году переходит на должность доцента кафедры сельскохозяйственных мелиораций Херсонского сельскохозяйственного института. Впоследствии избирается заведующим кафедрой эксплуатации гидромелиоративных систем. В 1981–1986 годах — декан гидромелиоративного факультета Херсонского сельскохозяйственного института.
Умер 26 мая 1996 года в Херсоне. Похоронен в родном селе Вавилове Снигиревского района Николаевской области.

## Значение
Работая на административных должностях, Григорий Костенко внес значительный вклад в развитие мелиорации Южной УССР. Как учёный он вёл производственные исследования, в частности с определения фильтрационных потерь в Ингулецкой оросительной системе, улучшения гидрогеолого-мелиоративного состояния земель. Значительное внимание он уделял подготовке квалифицированных кадров для советской мелиорации. Во главе гидромелиоративного факультета Херсонского сельскохозяйственного института Григорий Костенко руководил успешной подготовкой ряда аспирантов, значительно улучшил материально-техническую и научную базу факультета. Главным его достижением в этот период было создание научно-исследовательского полигона дождевальной техники.

## Награды
- Орден Красной Звезды (04.03.1945). 19 февраля 1945 года на плацдарме левого берега реки Или возле села Блейн со своим минометным подразделением отразил несколько немецких контратак, уничтожив пулемётну точку и частично взвод пехоты противника[4].
- Орден Красной Звезды (11.04.1945). 27 марта 1945 года на плацдарме левого берега реки Одер при прорыве хорошо укреплённой обороны немцев со своим минометным подразделением уничтожил две пулеметные точки, 8 солдатов противника и рассеял отделения вражеской пехоты[5].
- Орден Отечественной войны II степени (07.06.1945). 20 апреля 1945 принимал участие в штурме Берлина. В боях за завод он минометным огнём подавил две пулеметные точки противника, задерживали продвижение советской пехоты, уничтожив при этом 12 вражеских солдатов, чем способствовал взятию завода[6].
- Орден Отечественной войны i степени (06.04.1985)[7].
- Медаль «За победу над Германией».
- Орден «Знак Почёта».